# Cedonia
Cedonia az Amerikai Egyesült Államok északnyugati részén, Washington állam Stevens megyéjében elhelyezkedő önkormányzat nélküli település.
Cedonia postahivatala 1898 és 1987 között működött. A település neve a Macedónia szó rövidítéséből ered; azt először az 1897-ben megnyílt templom használta.